# Guitelia nigrescens
Guitelia nigrescens är en skalbaggsart som beskrevs av Pierre Lepesme 1952. Guitelia nigrescens ingår i släktet Guitelia och familjen långhorningar. Inga underarter finns listade i Catalogue of Life.